# Esnault-Pelterie REP1
Pour les articles homonymes, voir Esnault-Pelterie et Esnault.
Esnault-Pelterie REP 1 et REP 2 sont les deux premiers avions prototypes expérimentaux monoplans, construits entre 1906 et 1908, par le constructeur aéronautique français REP International, du pionnier de l'histoire de l'aviation Robert Esnault-Pelterie.

## Historique
L'ingénieur aéronautique et inventeur français Robert Esnault-Pelterie (1881-1957) réalise ses premières expériences aéronautiques expérimentales en 1902 sur les bases du Wright Planeur 1902, des frères Orville et Wilbur Wright. Il teste son premier planeur remorqué Esnault-Pelterie REP 1 sur une plage près de Calais (les frères Wright réalisent les premiers vols contrôlés et motorisés de l'histoire de l'aviation avec leur  Wright Flyer en 1903, aux États-Unis). 

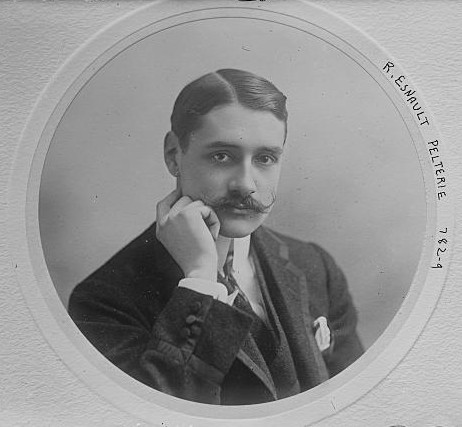
Robert Esnault-Pelterie, 1909
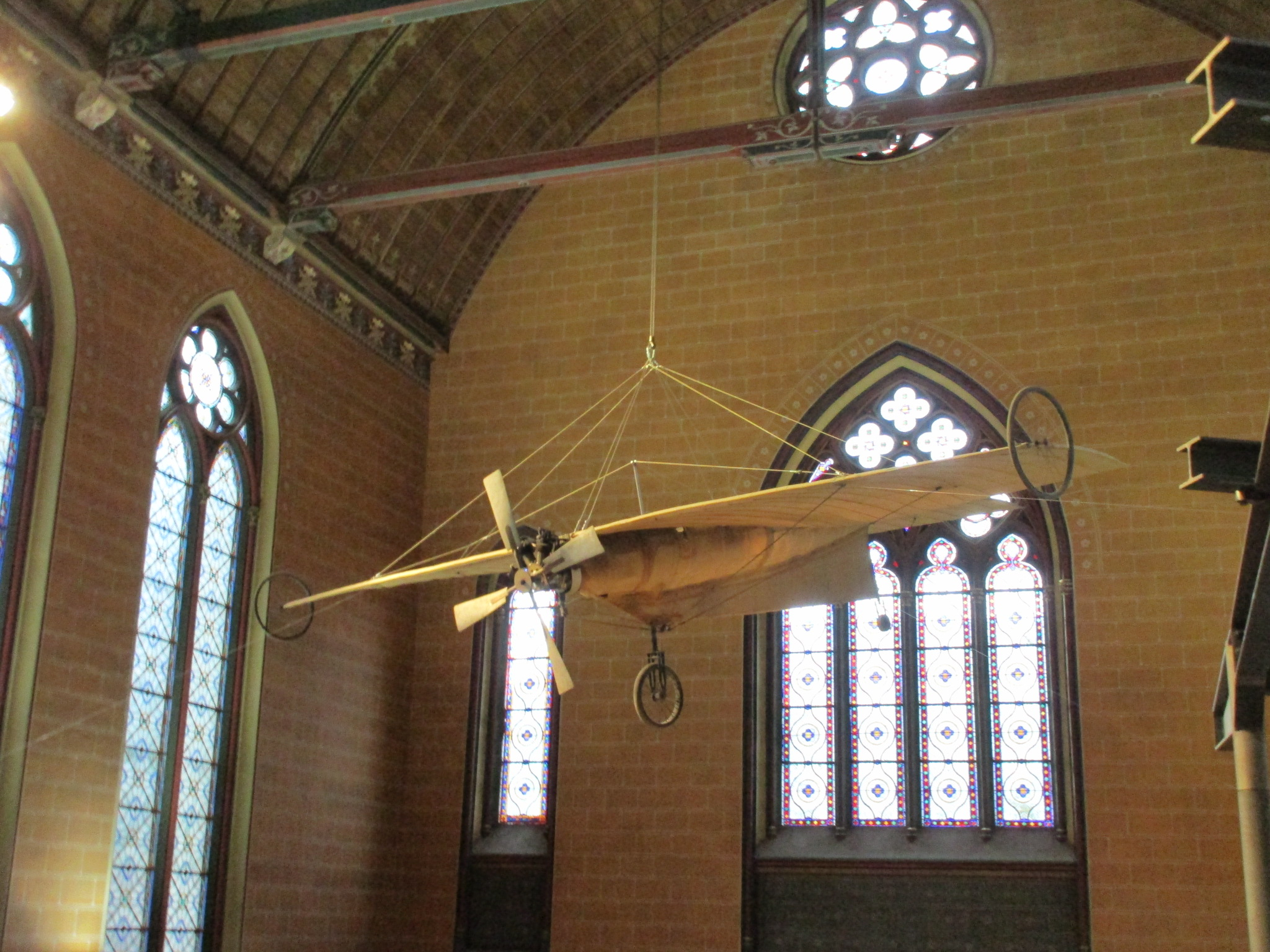
REP 1, 1906
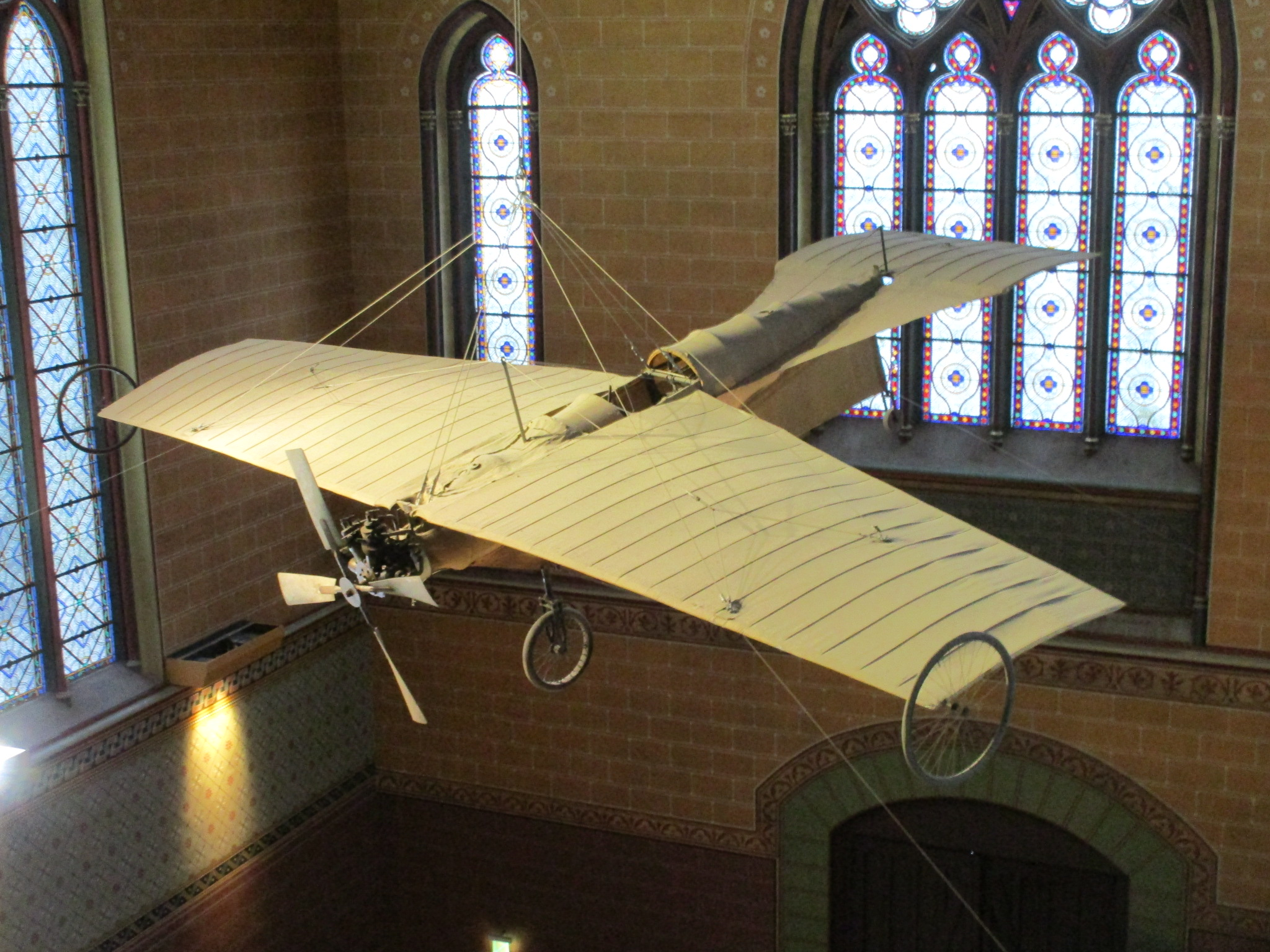
REP 1, 1906

Le fuselage est en tubes d'acier recouverts de soie vernie, avec des ailes en bois de type monoplan innovant par rapport aux  biplans de l'époque. Le train d'atterrissage est composé d'une roue pneumatique centrale, et de deux roues en bout des ailes. Le 19 septembre 1906 son planeur tracté vole sur une distance de 500 m. 

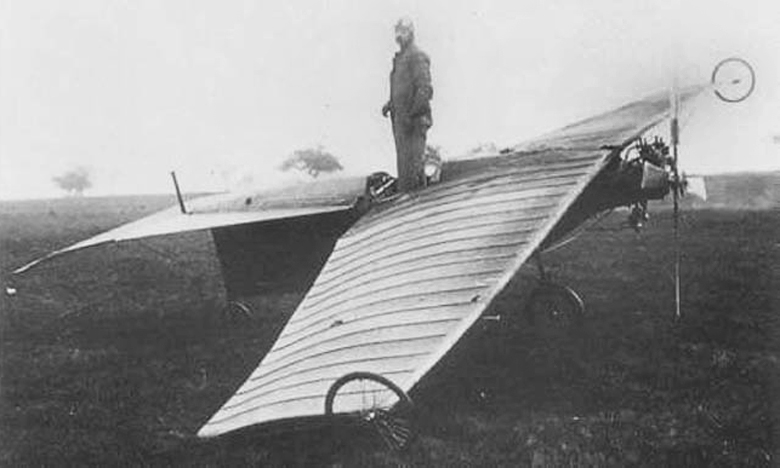
REP 1, 1907
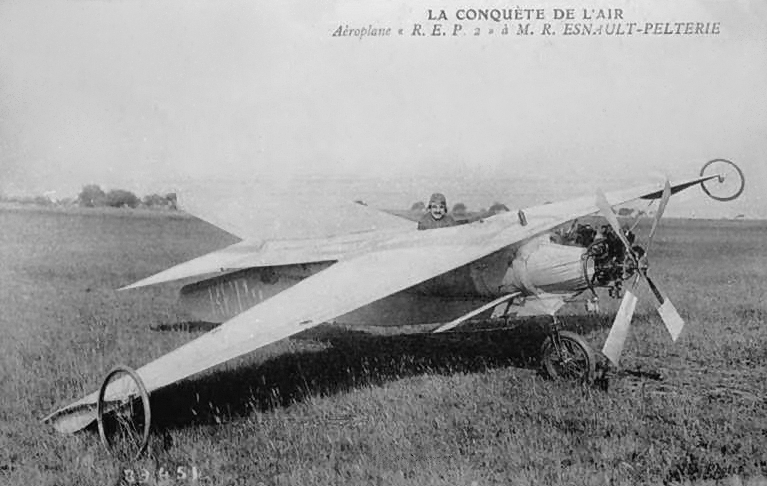
REP 2, 1907
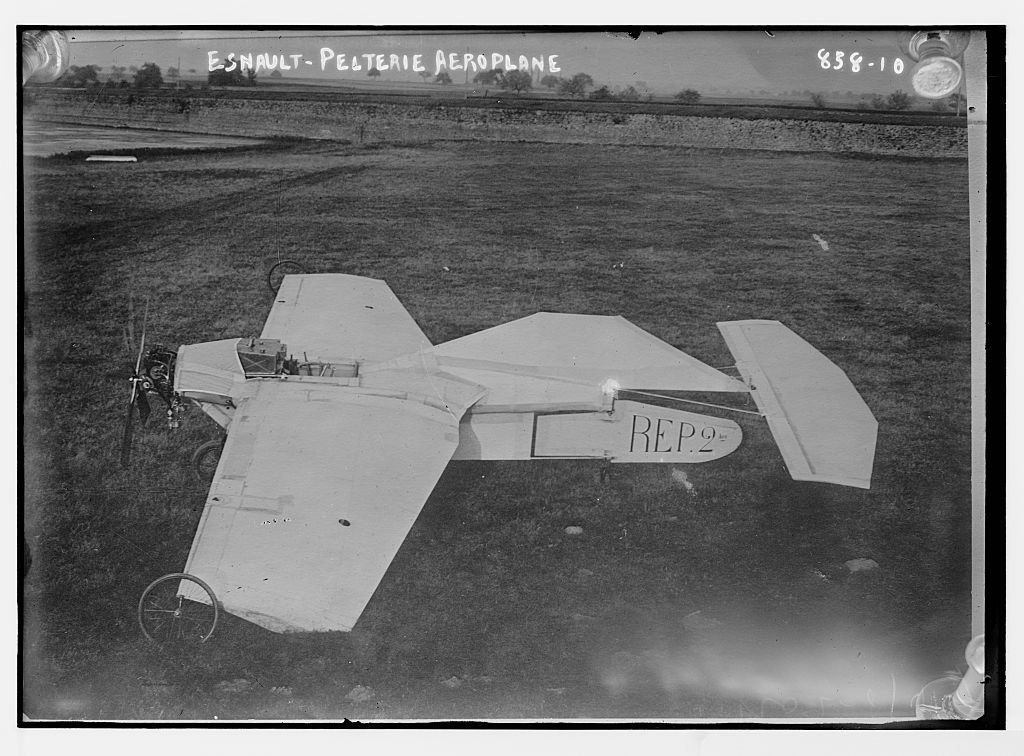
REP 2, 1908

En 1907, il équipe son planeur d'un moteur de sa propre conception, de sept cylindres, 30 chevaux, à refroidissement à air, pour une vitesse maxi de 60 km/h. Il invente et expérimente le manche (aéronautique) sur cet avion le 22 janvier 1907, dont le brevet n° 373818 contribuera plus tard à faire sa fortune. Son avion motorisé vole sur 100 m le 10 octobre 1907. Une évolution de son avion Esnault-Pelterie REP 2, équipé d'une gouverne sur la queue arrière, vole le 8 juin 1908 sur une distance record de 1200 m, à une altitude de 30 m.

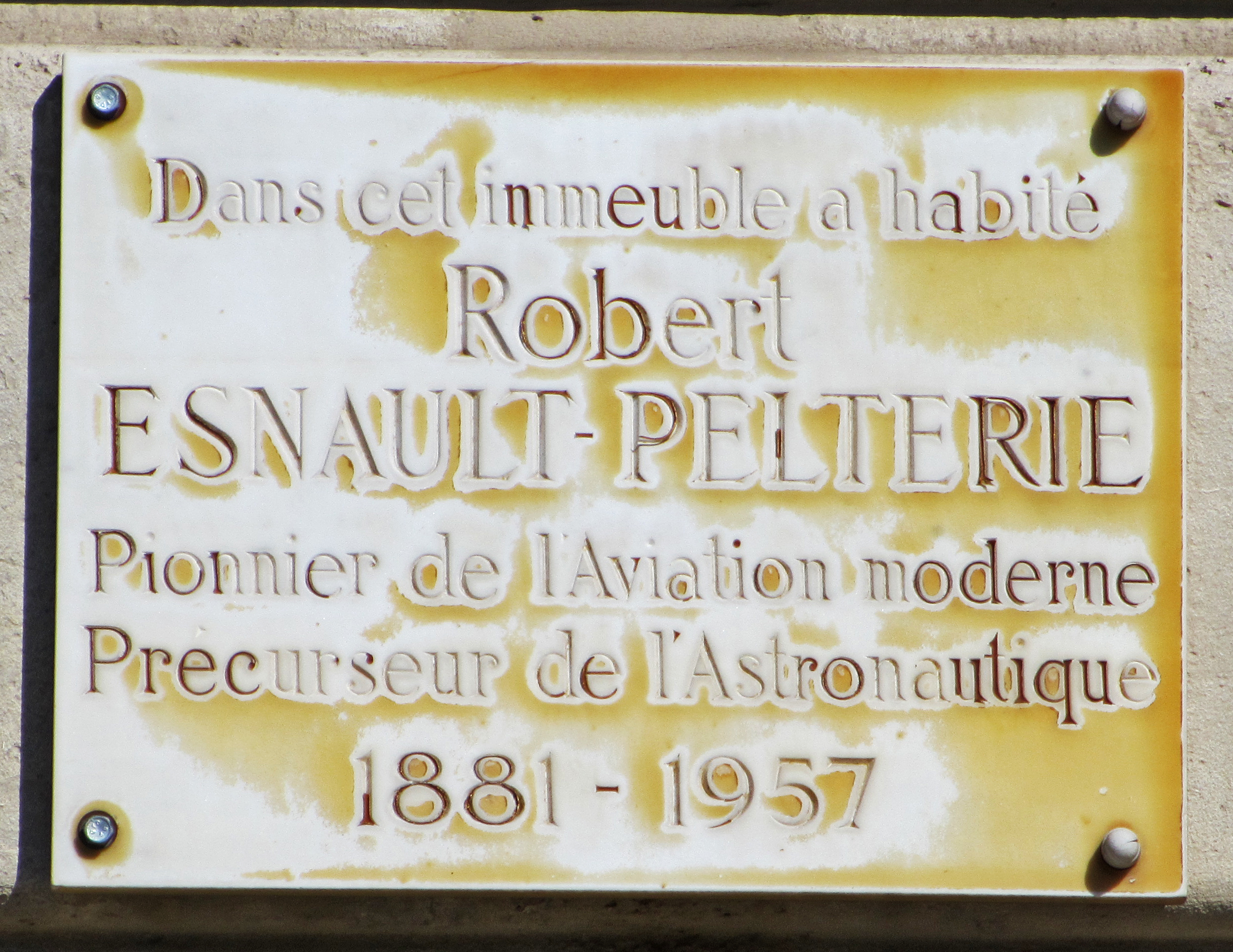
Plaque commémorative
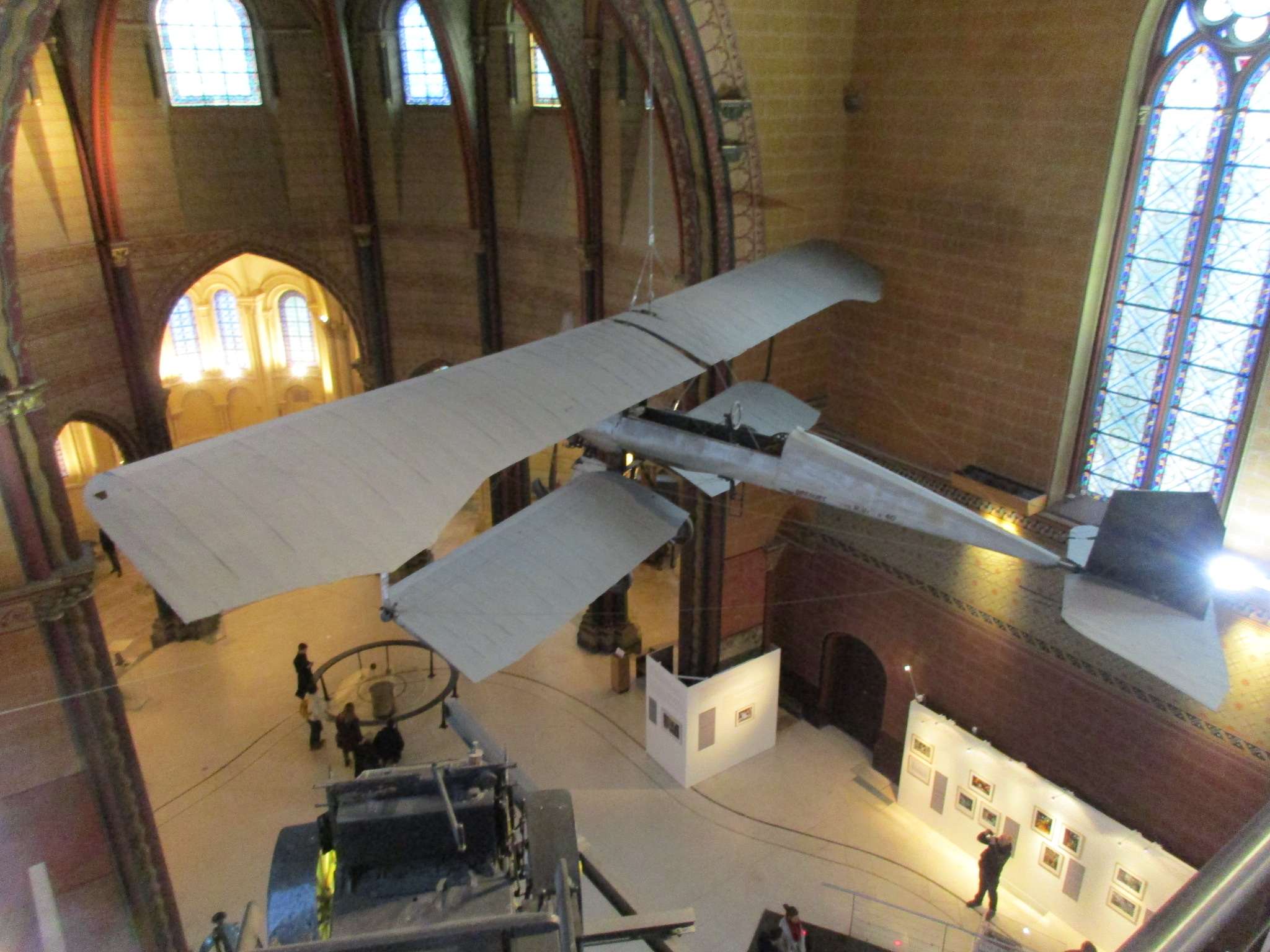
Breguet Type IV RU.1, moteur REP 50 ch, 1911
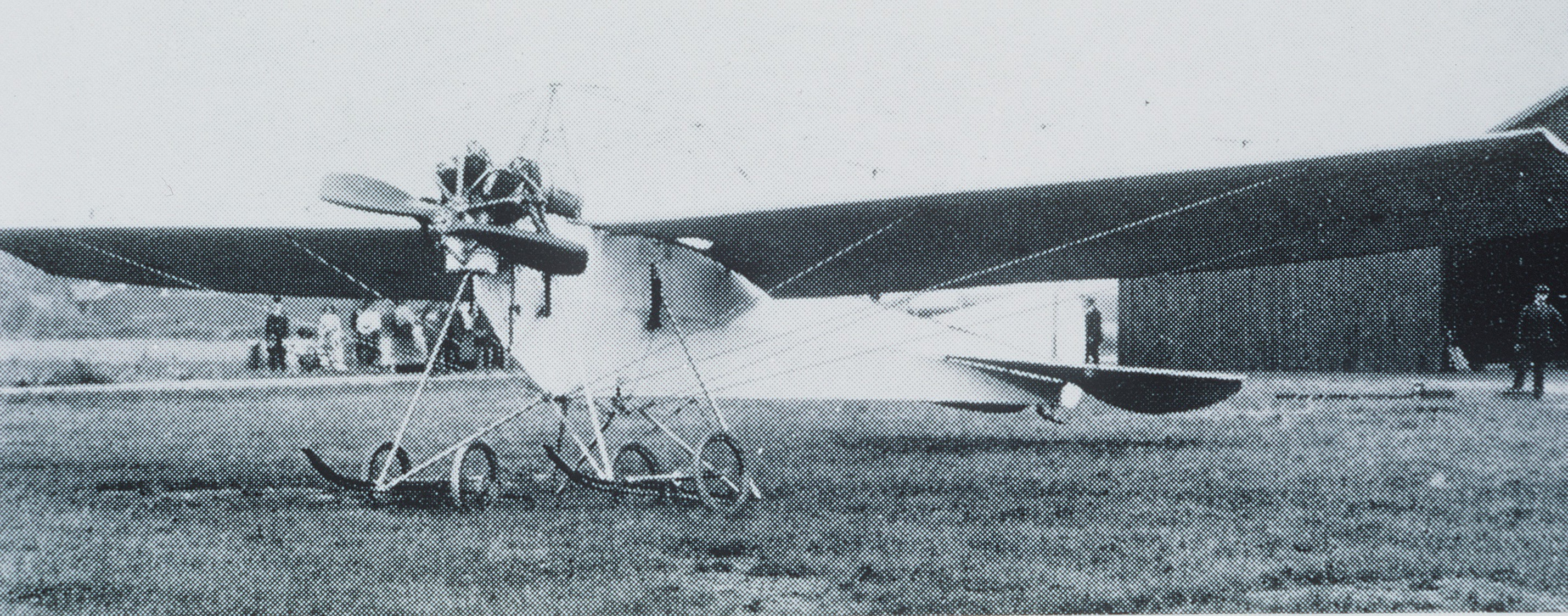
Vickers R.E.P. Type Monoplane, 1911
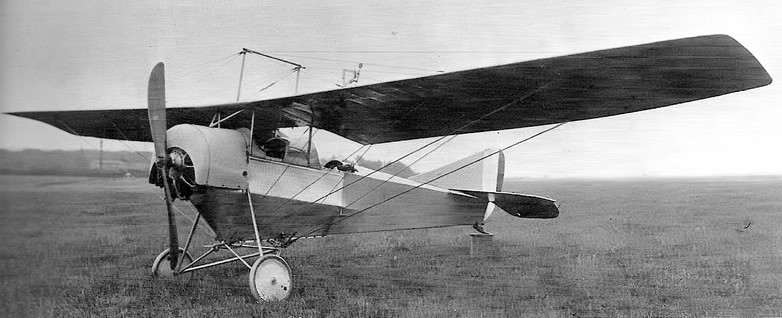
REP Parasol, 1914

Esnault-Pelterie fonde sa société REP International de construction de moteurs d'avion, entre autres pour les Breguet Type IV, et autres Vickers R.E.P. Type Monoplane. Il dépose durant sa longue carrière d'industriel pionnier de l'aéronautique, environ 120 brevets variés (mécanique, moteurs, métallurgie, suspensions d'automobiles, pompe à carburant, fusée / moteur de fusée...). L'inventeur fait don de son Esnault-Pelterie REP1 historique, au musée des arts et métiers du Conservatoire national des arts et métiers de Paris, en 1920.